# Maira gloriosa
Maira gloriosa là một loài ruồi trong họ Asilidae. Maira gloriosa được Walker miêu tả năm 1858.